# 탐페레 철도역
탐페레역(핀란드어: Tampereen rautatieasema, 스웨덴어: Tammerfors järnvägsstation)은 실용적 건축 양식으로 지어진 탐페레 역이며, 설계자는 에로 세팰래와 오토 플로딘이다. 현재의 역사 건물은 1936년에 완공하였으며, 이후 36m 높이의 시계탑이 지어졌다. 탐페레 주 시가지는 역 앞에서 시작하며, 역은 시 중심부에 있다. 이러한 위치 특성 때문에 역과 철도 기지는 탐페레 시내를 나누는 기준이 되었다.
수십년 동안 탐페레의 터미널을 합치려는 시도가 있었으며, 현재의 버스 터미널은 역과는 멀리 떨어져 있다. 총 3개의 플랫폼이 있으며, 이 중 2개에는 지붕이 있다. 선로 수는 5개이지만 4번째 플랫폼을 건설하여 7선으로 확장하려는 계획이 있다. 매일 약 120편의 열차가 출발하거나 도착하며, 연간 이용객은 150만명이다. 대개의 승객은 헬싱키로 이동하며, 이 외 도시로 가는 열차편도 있다. 탐페레 화물역은 여객역 남쪽에 있으며, 핀란드에서 가장 바쁜 조차장이 있다.

## 역사
첫 목조 건물은 1876년에 완공되었고, 투르쿠-탐페레-해멘리나 간 철도의 일부로 영업을 시작하였다. 구 역사는 2급역으로 계획되었고, 설계자는 크누트 니란데르이다. 초기에는 탐페레로 향하는 열차가 별로 없었기 때문에 목조 건물로 충분했으나, 점차 역이 복잡해지면서 역이 수 차례 확장되었다. 이후 새 역을 건설하기로 하였다. 새 역이 지어졌을 때 역 동서를 연결하는 터널이 같이 지어졌다.
역 건물 자체는 크게 바뀐 점이 없으니 역 주변은 많이 바뀌었다. 1983년 역 남쪽에 쇼핑 센터와 주차장이 지어졌다. 1989년에는 역 지하에 지하 상가가 건설되었고, 약 20개의 가게가 입점하였다. 같은 시각에 매표소가 이전하였다. 1994년에는 매표소 옆에 새로운 짐 보관소가 생겼다.
1990년대 후반에 선형이 개선되었으며, 옛 화물역으로 가는 선로 및 잡다한 지선이 해체되고 기관차 차고가 폐쇄되었다. 2004년에 발전소로 가는 지선의 북쪽 끝이 해체되었고, 남쪽 끝은 객차 및 기관차 저장소로 쓰이고 있다. 2009년 가을에 옛 화물역이 철거되었다.

## 사진

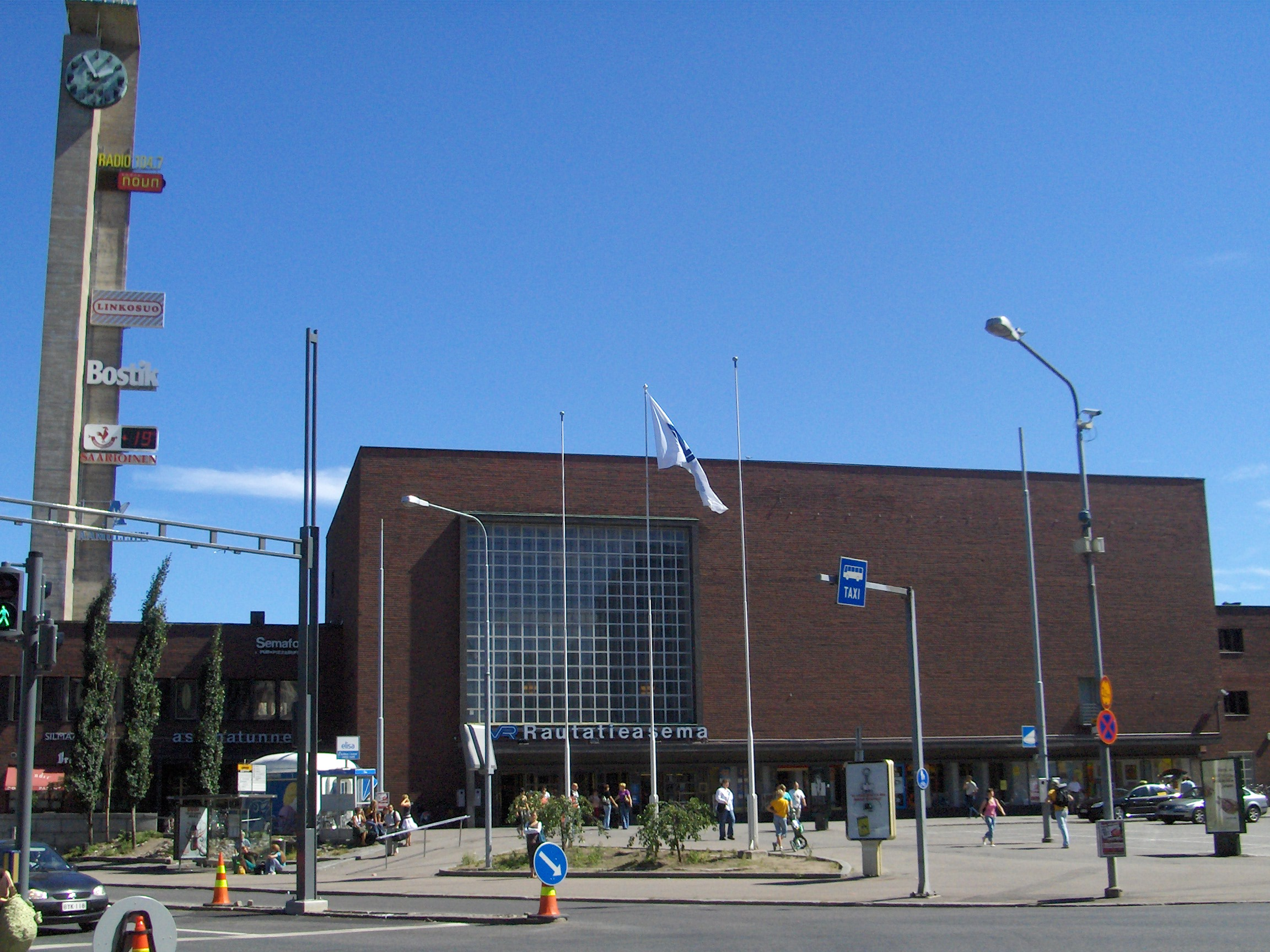
역 건물
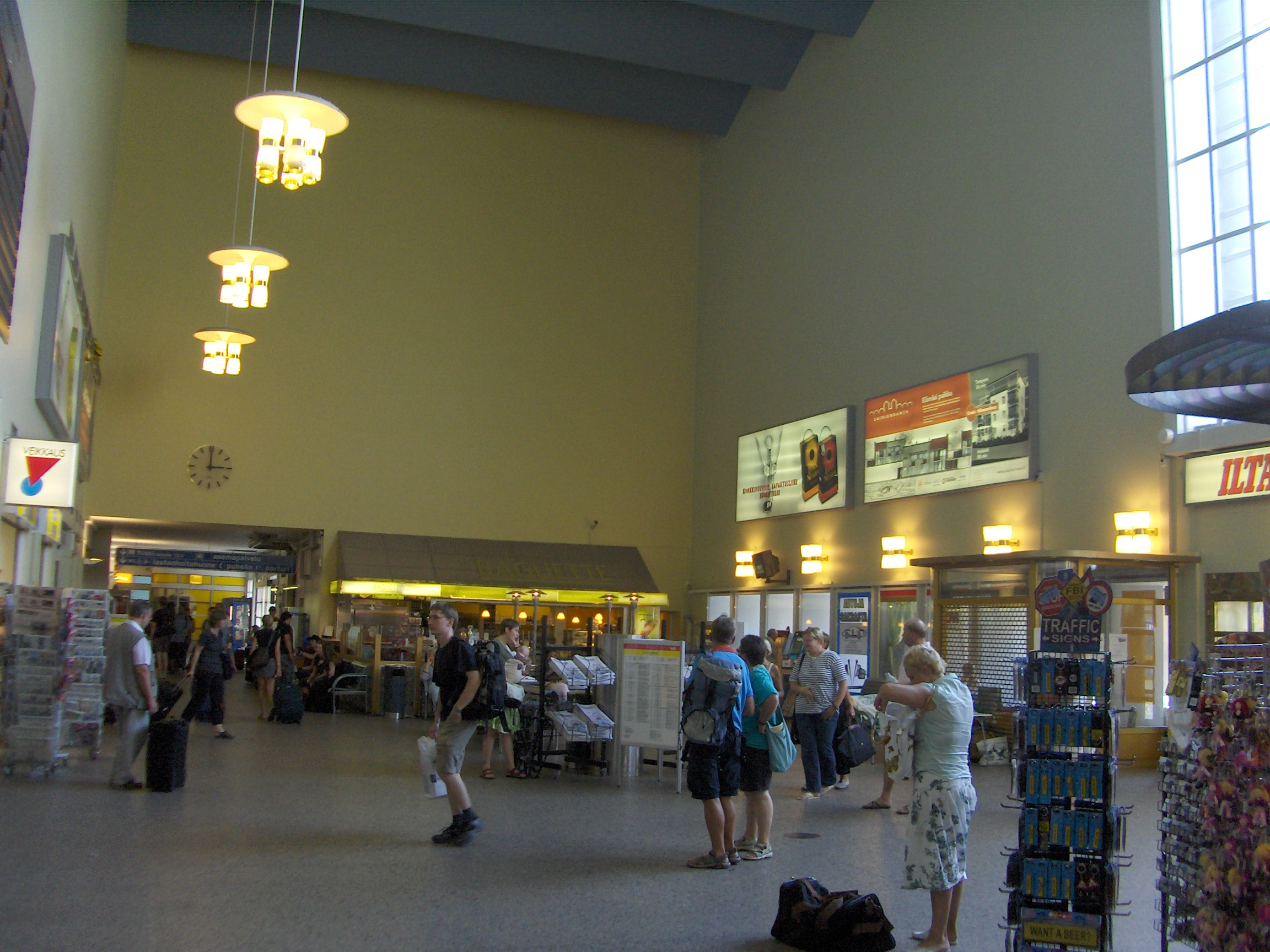
대합실
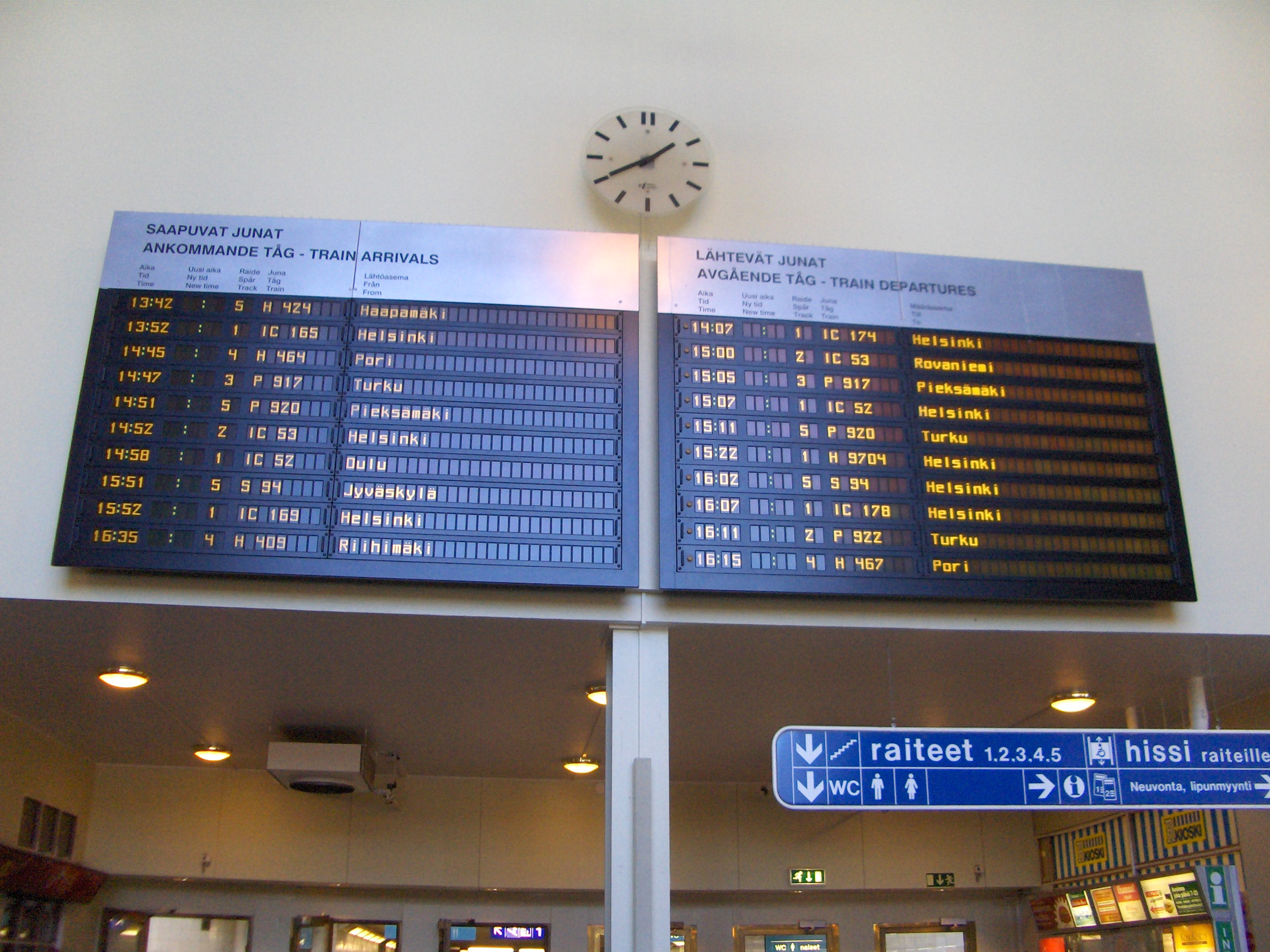
열차 출발/도착 안내
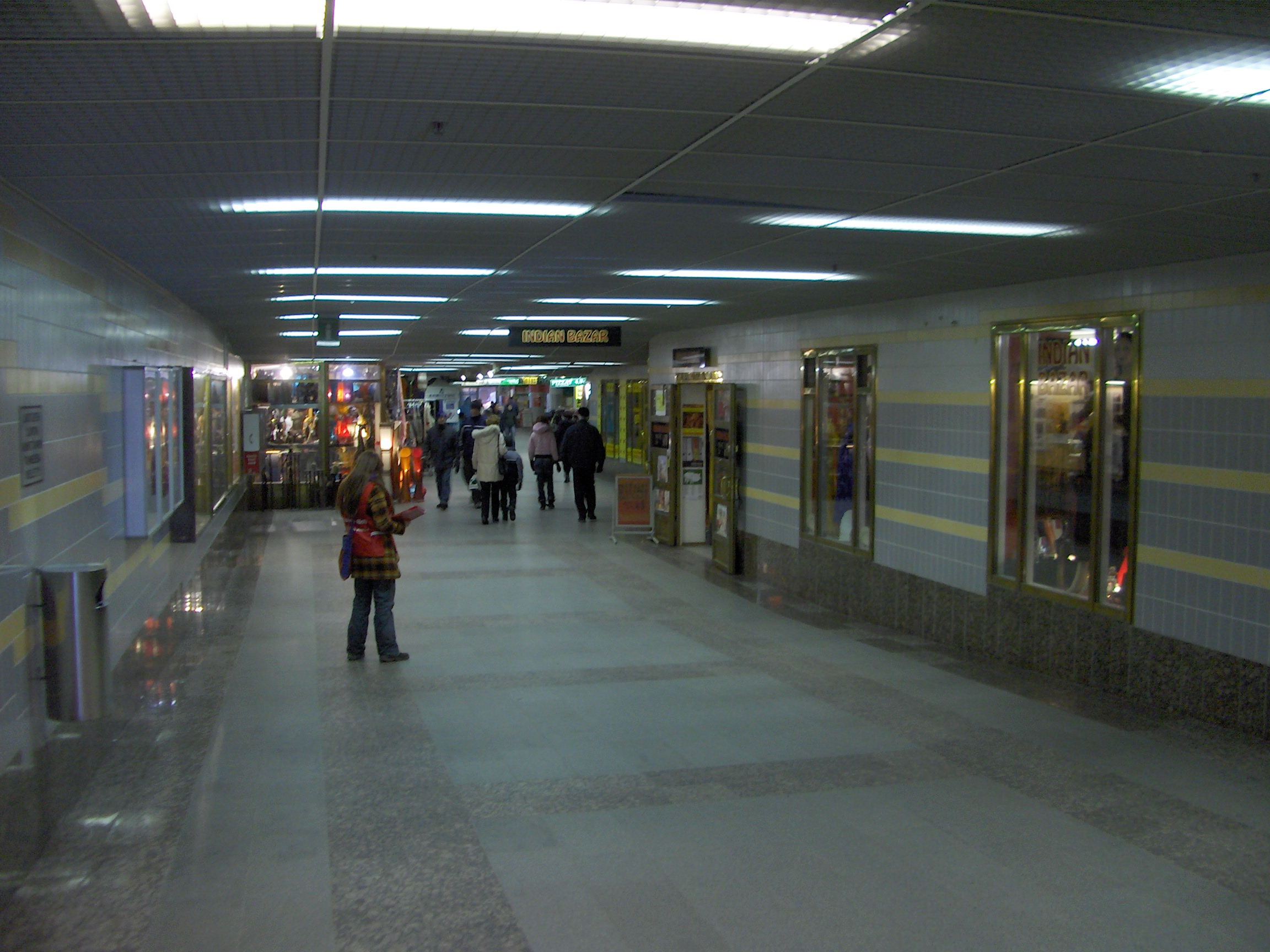
지하 상가
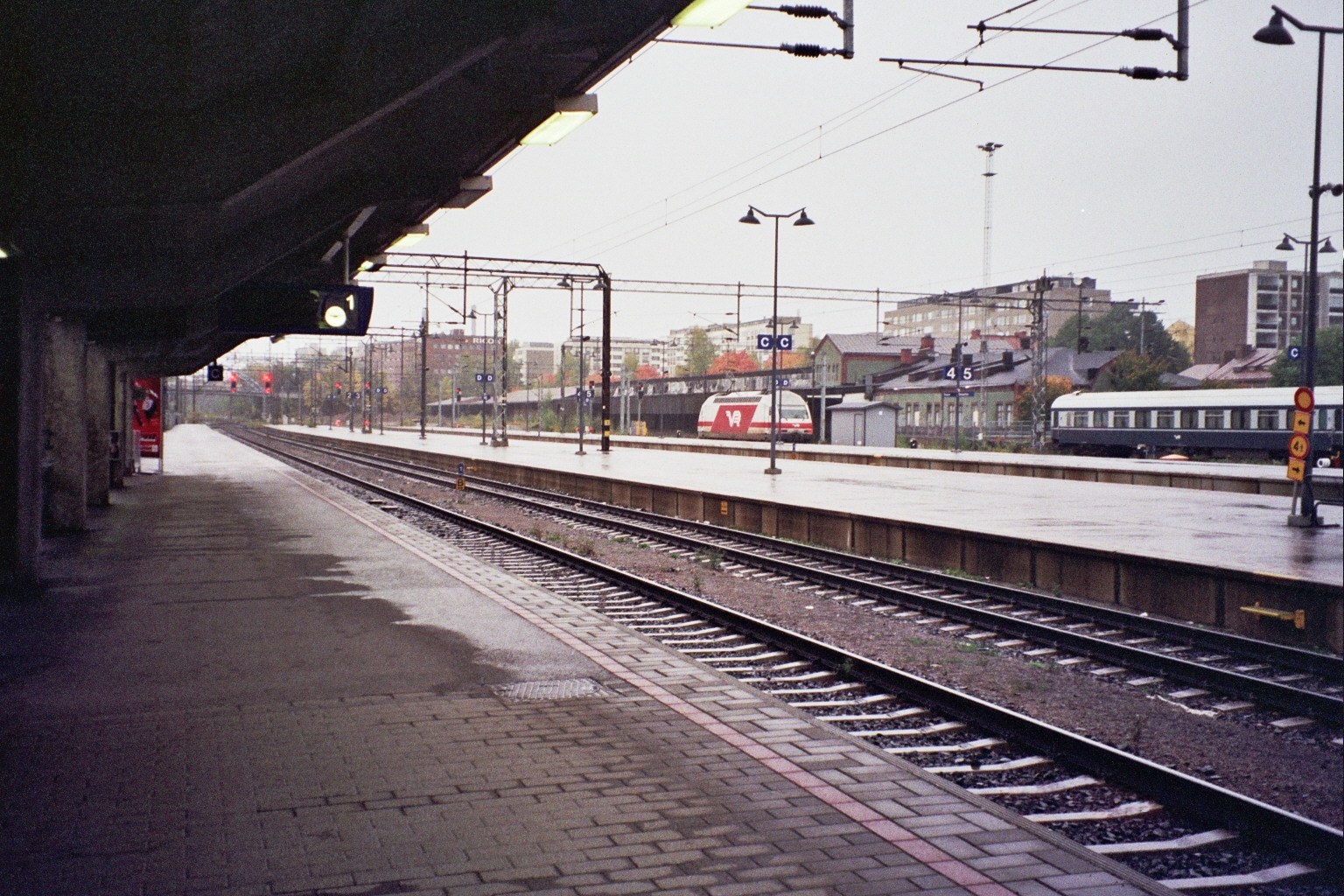
철도 기지
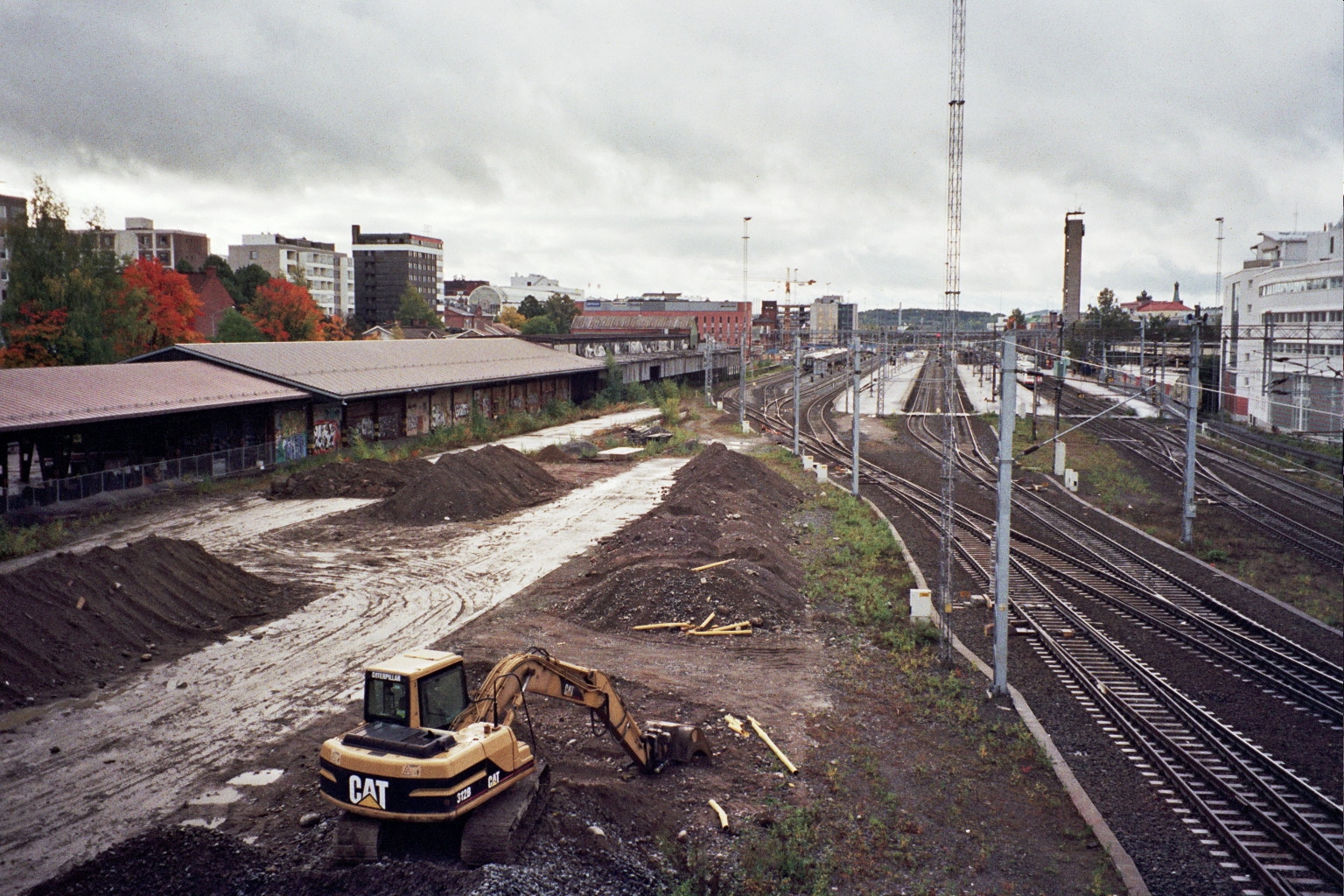
2009년 가을에 철거된 구 화물역
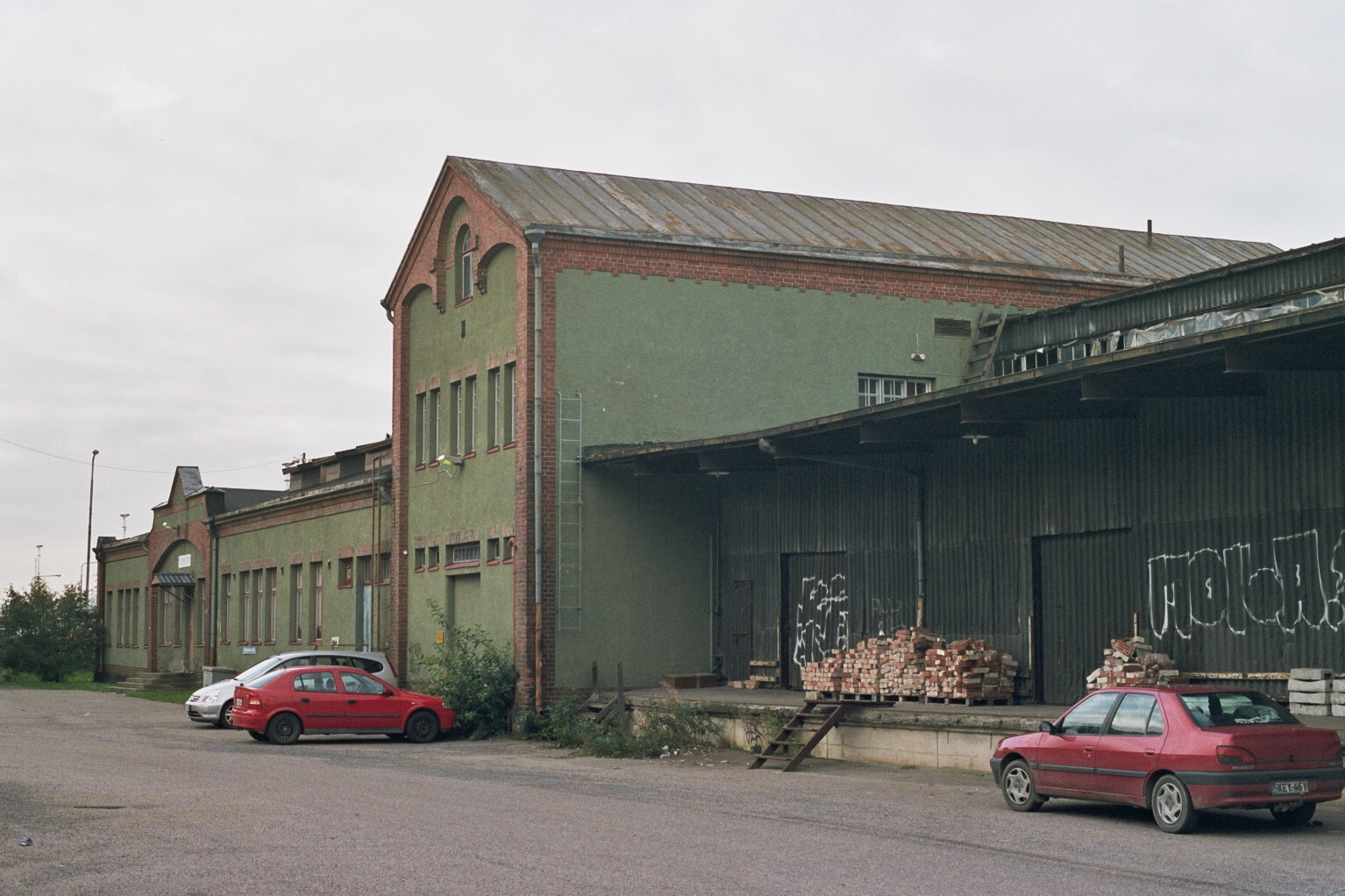
구 화물 역사
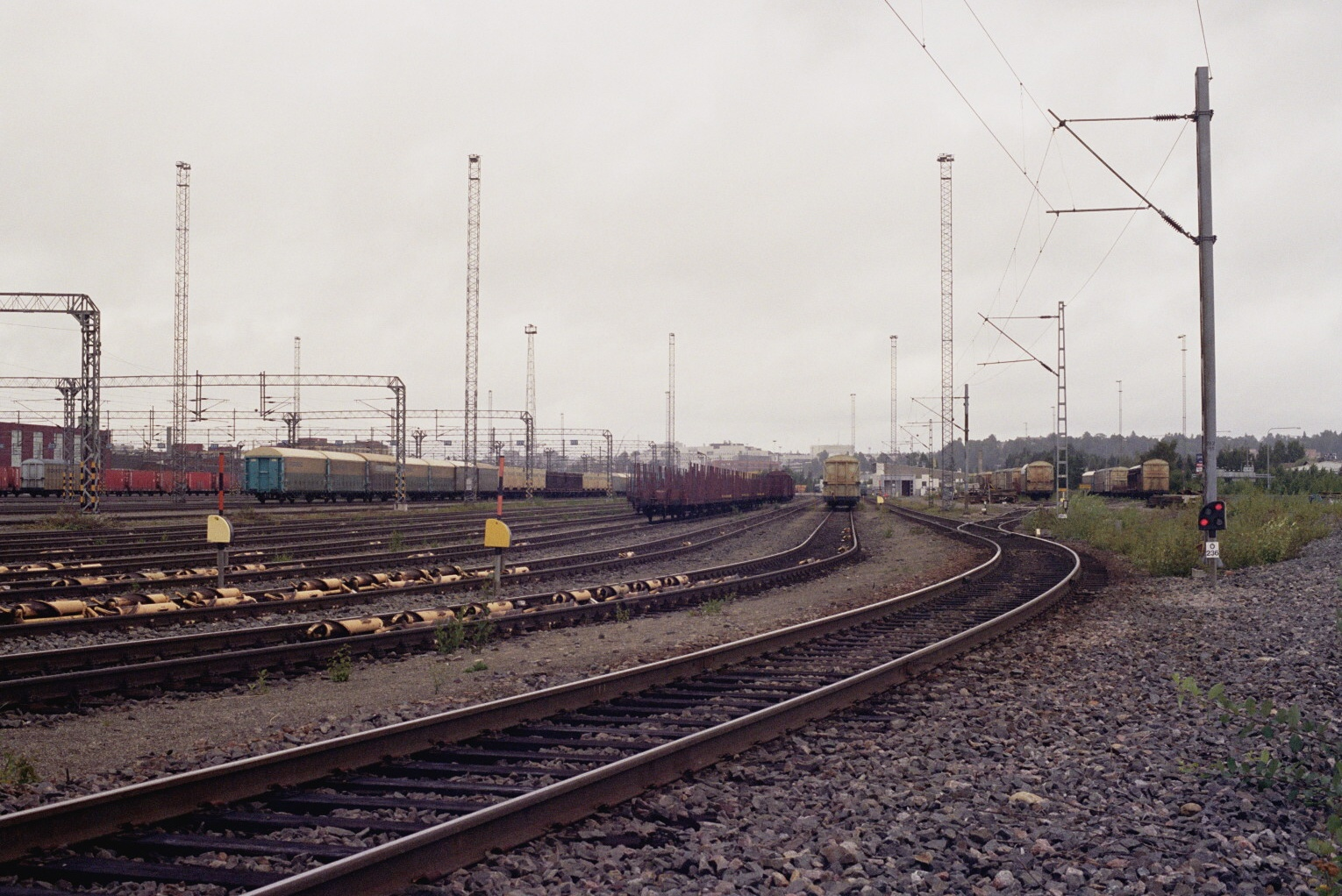
비니카 화물 야적장